# Kirgiz Szovjet Szocialista Köztársaság
A Kirgiz Szovjet Szocialista Köztársaság (Kirgiz SZSZK; kirgizül: Кыргыз Советтик Социалисттик РеспубликасыКыргыз Советтик Социалисттик Республикасы Qığız; oroszul: Киргизская Советская Социалистическая РеспубликаКиргизская Советская Социалистическая Республика, gyakran Szovjet Kirgizisztán) a Szovjetunió egyik tagállama volt 1936-tól 1991-ig.
A Kirgiz SZSZK egy tengerparttal nem rendelkező, hegyvidéki állam volt, amit északról a Kazah SZSZK, délről a Tádzsik SZSZK, keletről Kína, míg nyugatról az Üzbég SZSZK határolt. A Szovjetunió Kommunista Pártjának kirgiz tagpártja 1936-tól 1990-ig irányította a köztársaságot.
1990. október 30-án a Kirgiz SZSZK-t átnevezték Kirgiz Szocialista Köztársaságra, miután a kormány bejelentette az állam szuverenitását a Szovjetunión belül. 1991. augusztus 31-én függetlenedett, amikor ismét átnevezték, ekkor hivatalos neve Kirgiz Köztársaság lett.

## Nevének eredete
A "kirgiz" nevet hagyományosan, a török "negyven" szóból származtatják, hivatkozva a Manasz negyven törzsének legendájára, Manasz egy legendás hős volt, aki negyven nomád törzset egyesített az ujgurok ellen, ezzel megteremtve a kirgiz nemzetet. A "kirgiz" kifejezés egy három szóból álló szóösszevonás, magyarul a "negyven törzs földét" jelenti: kyrg (kırk) jelentése "negyven", yz (uz) jelentése "törzs" (kelet-török), a  stan pedig perzsa nyelven földet jelent. Hivatalosan a köztársaság neve Kirgiz Szovjet Szocialista Köztársaság volt, amelyet az 1937-es és 1978-as  kirgiz alkotmányba is befoglaltak.
1990. október 30-tól 1991. augusztus 31-ig az ország hivatalos elnevezése Kirgiz Szocialista Köztársaság (vagy Kirgizisztán) volt. A "szovjet" név elhagyása utalt arra az alkalomra, amikor biztossá vált, hogy Kirgizisztán nem lesz tagja a Szovjetuniónak. 1991. augusztus 31-én elhagyták a "szocialista" jelzőt, utalva a teljes függetlenségre.

## Története
1924. október 14-én a megszűnő Turkesztáni ASZSZK egyik utódállamaként jött létre a Kara-Kirgiz Autonóm Terület. Ez 1926. február 1-jén Kirgiz Autonóm Szovjet Szocialista Köztársasággá alakult át, de még mindig az Orosz SZSZSZK részeként. A határok meghúzásakor nem vették figyelembe a terület etnikai felosztását, a hibákat később sem korrigálták.
1936. december 5-én a sztálini szovjet alkotmány elfogadásával a Szovjetunió egyik szövetségi köztársaságává vált, mint a Kirgiz Szovjet Szocialista Köztársaság, a Szovjetunió nemzeti elhatárolásának végső szakaszában.
A Kirgiz SZSZK kialakításakor területét körzetekre osztották. 1939. november 21-én öt körzet jött létre: Jalal-Abád, Iszik Köl, Os, Tien-san és Frunze. A Tien Shan területet 1962-ben megszüntették, amikor az ország többi része, Os kivételével, republikánus alárendeltségi körzetekre oszlott. 1970-ben, Tien-san kettéválasztásával jött létre Narin (a másik felét Iszik kölhöz csatolták). 1980-ban a korábbi területek átszervezésével jött létre Narjan. 1988-ban Narjan és Talasz megszűnt, de 1990-ben az utóbbit ismét megalakították. A kirgiz rendszerváltás után véglegesedett a közigazgatási felosztás.
Az 1990-es Os-i mészárlás és az azt követő zavargások megbuktatták az első titkárt. Ugyanebben az évben, december 15-én a Kirgiz SZSZK Kirgiz Köztársaságként függetlenedett. 1991. március 17-én az unió fenntartásáról szóló népszavazáson a kirgizek 95,98%-a vett részt, többségük igennel voksolt. 
A népszavazás törvénybe iktatása azonban nem történt meg, amikor egyes konzervatív kommunisták 1991 augusztusában három napig átvették a hatalmat Moszkva felett. Askar Akajev, az első elnök egyértelműen elítélte a puccsot és támogatását szerzett a demokratikus vezetőknek. Az ország 1991. augusztus 31-én nyilvánította ki függetlenségét, 1991. december 25-én hivatalosan feloszlatták a Szovjetuniót. Ugyanakkor az 1978-as alkotmány egészen 1993-ig érvényben maradt.

## Politika
A többi szovjet tagköztársaságokhoz hasonlóan a kirgiz politika is egy egypárti szocialista köztársasági rendszerben működött, az egyedüli legálisan működő párt a Kirgiz Kommunista Párt volt. A Kirgiz Kommunista Párt első titkára volt a párt vezetője. A Legfelsőbb Szovjet Elnökség elnökei töltötte be a végrehajtó hatalmat. míg a Minisztertanács elnöke vezette a törvényhozó testületet.

## Demográfiai jellemzők
1926-ban a Kirgiz Autonóm Szovjet Szocialista Köztársaság lakossága 1 002 000 fő volt. 1939-ben már 1 458 000 fő élt a köztársaságban. A népesség jelentősen nőtt a második világháború utáni évtizedekben, 1959-ben 2 065 837 fő, 1970-ben 2 932 805 fő, 1979-ben 3 529 030 fő élt a köztársaságban. Az 1989-es utolsó szovjet népszámláláskor a Kirgiz Szovjet Szocialista Köztársaság 4 257 755 lakossal rendelkezett. A lakosság többsége kirgiz származású volt. Azonban, mivel a nagy deportálások jelentős része irányult ebbe a távoli szovjet köztársaságba, gyakran egész etnikai csoportokat szállítottak a területre.  1944 március és május között egyedül a Kreml jelentései szerint, az észak-kaukázusi régióból 602 193 lakost deportáltak a kirgiz és a kazah SZSZK-ba, ebből 496 460 fő csecsen és ingus, 68 327 karacsáj és 37 406 balkár volt. A kirgizek többsége (ma is) muzulmán, török-türk nyelvet beszél. Biskek volt az oroszok legnagyobb etnikai szigete az országban. A másik jelentősebb az üzbégek voltak, ők a Fergana völgyben laktak. 1990-ben erőszakos összecsapások törtek ki az üzbégek és a kirgizek között az Os területen, az etnikai feszültség még ma is fennáll.

### Vallás
A szovjet uralom alatt a kirgiz iszlámot elnyomta az ateizmus. A szovjet hatóságok az 1980-as évektől kezdve korlátozott vallási tevékenységet engedélyeztek az összes muszlim többségű köztársaságban. Kirgizisztáni orosz lakosság nagy része még ma is ateista vagy orosz ortodox. A függetlenség után az ország nagyobb vallási szabadságot élvez.

## Földrajz

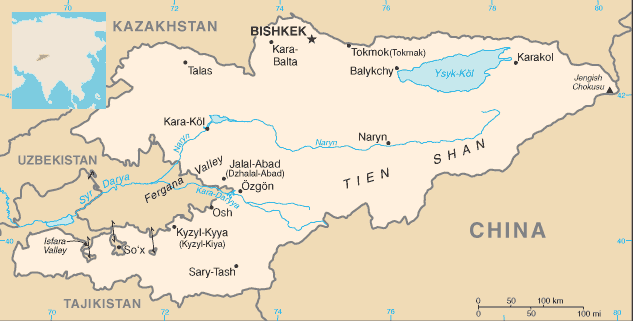
A Kirgiz SZSZK térképe, aminek határai azóta sem változtak

A Kirgiz SZSZK szovjet Közép-Ázsiában fekvő, tengerparttal nem rendelkező köztársaság volt. Északon a Kazah SZSZK-val, délen a Tádzsik SZSZK-val, nyugaton az Üzbég SZSZK-val, valamint keleten a Kínai Népköztársasággal volt határos. A köztársaság távolabb feküdt a tengerektől, mint bármelyik másik köztársaság, és minden folyója olyan zárt vízelvezető rendszerekbe áramlik, amelyek nem érik el a tengert. A Tien-san hegyvidéke az ország több mint 80% -át fedi le, a maradék pedig völgyekből és medencékből áll.
Az Iszik-köl tó Kirgizisztán legnagyobb tava és a Titicaca utáni második legnagyobb hegyi tó. A Győzelem-csúcs 7439 méteres magassággal a Tien-san és Kirgizisztán legmagasabb csúcsa. A téli hó olvadása tavasszal áradásokhoz vezet, amelyek gyakran súlyos károkat okoznak a völgyekben. A gyors folyású folyókon a szovjet időszak alatt vízerőműveket építettek.

## Kultúra
Mivel a Szovjetunió még a megszállás után is tiszteletben tartotta a legtöbb helyi kultúrát (amennyiben beleillett a szovjet látképbe), így a szovjet tagköztársaságok között Kirgizisztán rendelkezhetett a legtöbb népi elemmel:
- Manasz, egy eposz elbeszélésmódja
- Komuz, háromszálú lant, kirgiz nemzeti hangszer
- Kirgiz hímzés, főként falikárpitot és szőnyeget hímeztek
- Shirdak, speciális kézi eljárással készült lapos párnák[14]
- Nemezkészítés
- Solymászat

### Népszokások
Az újévet (január 1.) és a nagy októberi szocialista forradalom emléknapját (november 7.) más szovjet tagköztársasághoz hasonlóan Kirgizisztánban is megünnepelték. A hagyományos népi fesztiválokat, mint Nowruz-t és az Ulak Tartish-t a szovjet időkben betiltották, de ma már az egyházak ünnepei mellett hivatalos állami ünnepek.
A menyasszony elrablás hagyománya még ma is illegális, a tiltást még a szovjet rezsim vezette be. Vitatható, hogy a menyasszony elrablása valóban a hagyományok közé sorolható-e. A "hagyományt" arra a tényre alapozzák, miszerint az előre eltervezett házasságok  voltak hagyományosak, az egyik megoldás egy megszervezett házasság elkerülésére az volt, hogy a menyasszonyt annak szerelme az esküvő előtti éjszakán elrabolta, majd váltságdíjért kiváltotta. Mára sok kirgiz esküvő egyik alapfeltétele, de több népszavazási kezdeményezés során sem legalizálta a kormány.